# Хроловиці
Хроловиці (пол. Chrołowice) — село в Польщі, у гміні Дорогичин Сім'ятицького повіту Підляського воєводства.
Населення — 77 осіб (2011).
У 1975-1998 роках село належало до Білостоцького воєводства.

## Демографія
Демографічна структура станом на 31 березня 2011 року:
|          | Загалом | Допрацездатний вік | Працездатний вік | Постпрацездатний вік |
| -------- | ------- | ------------------ | ---------------- | -------------------- |
| Чоловіки | 36      | 9                  | 19               | 8                    |
| Жінки    | 41      | 12                 | 20               | 9                    |
| Разом    | 77      | 21                 | 39               | 17                   |